# 1798 en Russie
Chronologie de la Russie
- 1794
- 1795
- 1796
- 1797
- 1798
- 1799
- 1800
- 1801
- 1802

Cet article présente les faits marquants de l'année 1798 en Russie.

## Naissances

### Mai
- Alexeï Lvov, compositeur.

### Novembre
- Alexandre Brioullov, peintre et architecte.

## Décès

### Novembre
- Gabriel Lenkiewicz, vicaire général de la Compagnie de Jésus.